# ČKD

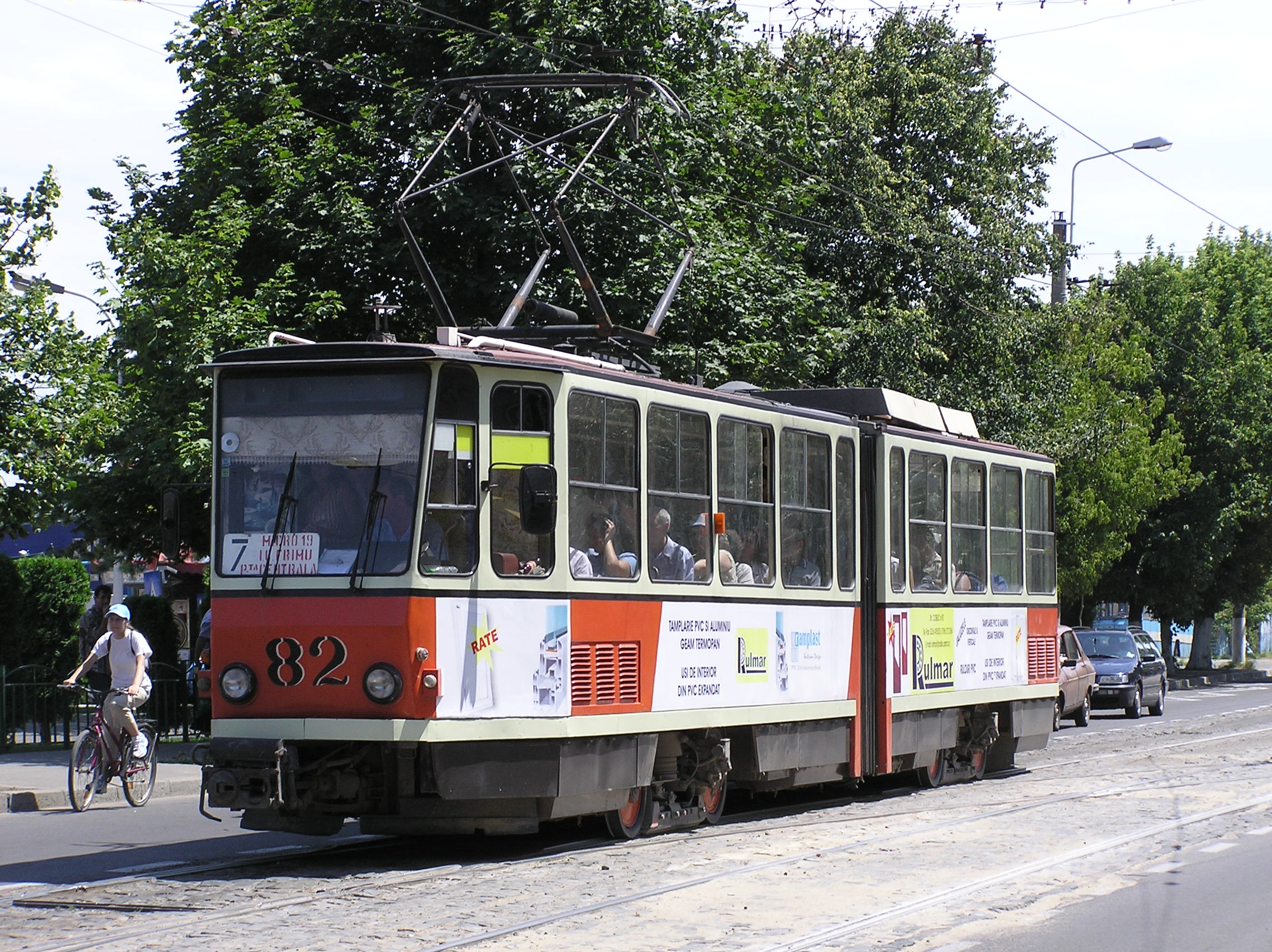
Tramvai ČKD Tatra KT4D în Galați.

ČKD (Českomoravská Kolben-Daněk) a fost una dintre cele mai mari companii din fosta Cehoslovacie și actuala Republică Cehă. ČKD a fost înființată în anul 1927 prin fuziunea a două companii mai mici, Českomoravská-Kolben și Breitfeld-Daněk. Din 1927 până în anul 1929, printre produsele ČKD s-au numărat și motociclete, denumite BD (Breitfeld-Daněk). În anii 1930, ČKD era unul din principalii furnizori de armament ai statului cehoslovac. După ocuparea Cehoslovaciei de către Germania nazistă, ČKD a fost redenumită BMM (Böhmisch-Mährische Maschinenfabrik AG; în germană fabrica de mașini boemio-moravă). Fabrica a produs tancuri ușoare pentru Wehrmacht precum Panzer 38(t) sau vânătorul de tancuri Jagdpanzer 38(t). La sfârșitul celui de-al Doilea Război Mondial, fabricile ČKD au fost naționalizate, iar compania a devenit un important producător de tramvaie și locomotive. Acestea erau fabricate de către subsidiara ČKD Tatra (creată în anul 1963). ČKD a fost privatizată după 1990 și restructurată.